# الساندرا سانتوس دی اولیویرا
الساندرا سانتوس دی اولیویرا (انگلیسی: Alessandra Santos de Oliveira؛ زادهٔ ۲ december ۱۹۷۳ (۵۱ سال)) ورزشکار بسکتبال اهل برزیل است.
وی در مسابقات کشوری و بین‌المللی در مجموع برندهٔ ۱ مدال طلا، ۱ مدال نقره، ۲ مدال برنز شده‌است.